# キクテック
株式会社キクテック（英: KICTEC Inc.）は、道路標識・道路標示の製造・販売、道路施設工事などを行う企業である。

## 沿革
1963年（昭和38年）に前身となる「菊水ライン」が阿久比町で設立され、1966年（昭和41年）に本社を愛知県名古屋市南区へ移す。1989年（平成元年）に現社名に変更。略歴は以下のとおりである。
- 1963年 - 愛知県知多郡阿久比町において路面標示施工業を開始。
- 1963年12月2日 - 「菊水ライン株式会社」を設立。
- 1966年 - 本社を愛知県名古屋市南区西又兵ヱ町に移転。
- 1967年 - 愛知県知多郡阿久比町に標識工場（現在の中部事業所生産本部）を建設。
- 1971年 - 愛知県知多郡阿久比町に阿久比塗料工場（現在の中部事業所生産本部）を建設。
- 1977年 - 本社を愛知県名古屋市南区加福本通（現在地）に移転。
- 1979年 - 埼玉県白岡町（現在の白岡市）に関東塗料工場（現在の関東工場）を建設。
- 1989年 - 社名を現在の「株式会社キクテック」に変更。
- 1998年 - 愛知事業部、阿久比標識工場、阿久比塗料工場、電子工場等を統合移転する形で愛知県知多郡阿久比町に中部事業所を建設。
- 2008年 - 宮城県仙台市太白区に仙台標識工場を建設。

## 事業内容
道路標識や路面標示などの「交通安全事業」とサインやフリートマーキングなどの「スペース・ソリューション事業」の2事業で主に構成されている。
路面標示や道路標識の生産を行い、日本国内では前者は約10％、後者は約20％のシェアで業界トップクラスであり、全国に製品を納入する。標識などの設計・製造・販売・施工までをトータルに手掛ける。
愛知万博で用いられたアンチヒートブロックや、紫外線を照射すると発光する路面標示材料などがキクテックから開発されている。

## 事業所
事業所は全国にあるが、中部事業所が最大の拠点で路面標示や道路標識の生産拠点になっている。同事業所には製品の耐久性や視認性を確認するための試験設備を設置され、全国で民間企業としては唯一となる標識の視認性を確認するための雨や霧を発生できる測定室が設けられている。以下、日本国内に拠点が設置されている。
- 本社・愛知支店
  - 愛知県名古屋市南区加福本通一丁目26番地
- 仙台営業所・仙台標識工場
  - 宮城県仙台市太白区東中田六丁目1番50号
- 関東工場
  - 埼玉県白岡市篠津字立野857番1
- 東京本社
  - 東京都千代田区平河町二丁目12番5号
- 中部事業所（実際の事業の中心はこちらに置かれている）
  - 愛知県知多郡阿久比町大字卯坂字梅ヶ丘150番地
- 西日本事業所
  - 岡山県岡山市北区津高地域265番地1
- 支店　
  - 東京・岐阜・静岡・愛知・三重・大阪
- 事業所
  - 西日本・九州
- 営業所
  - 札幌・盛岡・仙台・埼玉・千葉・神奈川・新潟・金沢・長野・浜松・豊橋・大阪・兵庫・奈良・広島